# 12165 Ringleb
12165 Ringleb este un asteroid din centura principală de asteroizi.

## Descriere
12165 Ringleb este un asteroid din centura principală de asteroizi. A fost descoperit pe 30 septembrie 1973 la Observatorul Palomar de Cornelis Johannes van Houten, Ingrid van Houten-Groeneveld și Tom Gehrels. Asteroidul prezintă o orbită caracterizată de o semiaxă mare de 2,99 ua, o excentricitate de 0,02 și o înclinație de 9,8° în raport cu ecliptica.